# リュサック
リュサック（Lussac）は、フランス、ヌーヴェル＝アキテーヌ地域圏、ジロンド県のコミューン。

## 地理
県北部、ドルドーニュ川右岸で、サン＝テミリオンの北東にある。カントン（小郡）庁舎の所在地で、このカントンには、いわゆるサンテミリオン衛星地区の4地区、コート・ド・カスティヨン、コート・ド・フランのワイン産地が含まれている。リュサック・サンテミリオンの産地である。

## 由来
ガロ＝ローマ時代にあったヴィッラ、Luciusに由来する。

## 人口統計
| 1962年 | 1968年 | 1975年 | 1982年 | 1990年 | 1999年 | 2006年 |
| ------ | ------ | ------ | ------ | ------ | ------ | ------ |
| 1505   | 1556   | 1425   | 1428   | 1414   | 1333   | 1303   |

参照元:INSEE

## 姉妹都市
- Lincent、ベルギー